# Joseph Enakarhire
Joseph Enakarhire (6 de noviembre de 1982) es un futbolista nigeriano, actualmente libre, que se desempeña como defensa. Seleccionado Nacional de Nigeria, fue ganador del tercer lugar en Copa Africana de Naciones en ediciones 2004 y 2006.

## Clubes
| Club                 | País       | Año         |
| -------------------- | ---------- | ----------- |
| Standard de Lieja    | Bélgica    | 2001 - 2004 |
| Sporting CP          | Portugal   | 2004 - 2005 |
| FC Dinamo Moscú      | Rusia      | 2005 - 2008 |
| Girondins de Burdeos | Francia    | 2006 - 2007 |
| Panathinaikos FC     | Grecia     | 2007 - 2008 |
| SP La Fiorita        | San Marino | 2012 - 2013 |